# Adrian Beck
Adrian Beck (* 9. Juni 1997 in Crailsheim) ist ein deutscher Fußballspieler.

## Karriere
Nach seinen Anfängen in der Jugend des TSV Gerabronn und des FSV Hollenbach wechselte er im Sommer 2012 in die Jugendabteilung der TSG 1899 Hoffenheim. Nachdem er für seinen Verein zu 23 Einsätzen in der B-Junioren-Bundesliga und zu 44 Einsätzen in der A-Junioren-Bundesliga gekommen war, bei denen ihm zehn Tore gelangen, wurde er im Sommer 2016 in den Kader der zweiten Mannschaft in der Regionalliga Südwest aufgenommen. Nach nur vier Ligaeinsätzen wechselte er im Sommer 2017 zur Sport-Union Neckarsulm in die Oberliga Baden-Württemberg. Dort konnte er mit 14 Toren in 32 Ligaeinsätzen auf sich aufmerksam machen und wechselte daraufhin im Sommer 2018 zurück in die Regionalliga Südwest zum SSV Ulm 1846. Im Januar 2019 wechselte er nach Belgien zu Royale Union Saint-Gilloise in die zweite Liga. Dort kam er auch zu seinem ersten Einsatz im Profibereich, als er am 16. Februar 2019, dem 26. Spieltag, bei der 1:2-Heimniederlage gegen den KSV Roeselare in der 82. Spielminute für Steven Pinto-Borges eingewechselt wurde. Im September 2019 wurde er für eine Spielzeit nach Schottland zu Hamilton Academical in die Scottish Premiership verliehen. Nach sechs Ligaeinsätzen wurde die Leihe im Januar 2020 beendet und er wechselte zurück zum SSV Ulm 1846. Mit seinem Verein gewann er sowohl 2020 als auch 2021 den WFV-Pokal. In der Fußball-Regionalliga Südwest 2021/22 wurde er mit der Mannschaft Vizemeister hinter der SV Elversberg. Den dritten Pokalsieg in Serie verpasste er mit den „Spatzen“ erst im Endspiel um den WFV-Pokal 2021/22, bei der Niederlage im Elfmeterschießen gegen die Stuttgarter Kickers verschoss er den letzten Elfmeter.
Im Sommer 2022 wechselte Beck in die 2. Bundesliga zum 1. FC Heidenheim. Am Ende der Spielzeit 2022/23 stieg er mit dem Klub als Zweitliga-Meister in die  Bundesliga auf.

## Erfolge
1. FC Heidenheim
- Meister 2. Bundesliga 2023 und Aufstieg in die Bundesliga

SSV Ulm 1846
- Landespokal-Württemberg-Sieger: 2020, 2021